# Astra Linux
Astra Linux ist eine russische Linux-Distribution, die auf Debian basiert und welche speziell für die Anforderungen der russischen Streitkräfte, anderer Streitkräfte und Nachrichtendienste entwickelt wurde.
Es bietet Datenschutz bis zum russischen Geheimhaltungsgrad Особой важности Osoboj washnosti, welcher äquivalent zum deutschen „von besonderer Wichtigkeit“ ist. Es wurde offiziell vom Verteidigungsministerium der Russischen Föderation, dem FSTEC und dem Inlandsgeheimdienst der Russischen Föderation (FSB) zertifiziert.
Astra Linux ist ein anerkanntes Debian-Derivat. Rusbitech unterhält Partnerschaftsbeziehungen mit Linux Foundation und The Document Foundation.

## Einsatz
2015 starteten Pläne, um ausländische Software von Technologieunternehmen wie Microsoft und Apple durch Astra Linux zu ersetzen. Betroffen von diesem Verbot sollen alle Regierungsbehörden und die wichtigsten Unternehmen für Russland sein. Im Dezember 2018 wurde öffentlich, dass dieser Plan sich bis spätestens 2030 verlängert.

## Versionsverlauf
| Version | Release-Datum     | Linux  |
| ------- | ----------------- | ------ |
| 1.2     | 28. Oktober 2011  | 2.6.34 |
| 1.3     | 26. April 2013    | 3.2.0  |
| 1.4     | 19. Dezember 2014 | 3.16.0 |
| 1.5     | 8. April 2016     | 4.2.0  |
| 1.6     | 12. Oktober 2018  | 4.15.0 |

| Version  | Release-Datum     | Linux  |
| -------- | ----------------- | ------ |
| 1.5      | Ende 2009         | 2.6.31 |
| 1.6      | 23. November 2010 | —      |
| 1.7      | 3. Februar 2012   | 2.6.34 |
| 1.9      | 12. Februar 2013  | 3.2.0  |
| 1.10     | 14. November 2014 | 3.16.0 |
| 1.11     | 17. März 2016     | 4.2.0  |
| 2.1.2    | 21. August 2018   | 4.15   |
| 2.1.2.40 | 29. Dezember 2020 | 5.4    |